# Михаел Балак
Михаел Балак (Герлиц, 26. септембар 1976) је бивши немачки фудбалер. Играо је на средини терена, способан притом да игра и на другим позицијама - поготово се истицао у одбрани. Рођен је 26. септембра 1976. у градићу Герлиц, на крајњем истоку Немачке, у покрајини Саксонија (некада ДДР). Разведен је од Симоне Ламбе са којом је дуго заједно живео и био у браку од 2008. до 2012. Са њом има три сина - Луис (2001), Емилио (2002) и Јорди (2005). Један је од Фифиних 100 најбољих живих играча.

## Фудбалска каријера
Михаел Балак је са седам година почео да тренира у клубу БСГ Мотор Фриц Хекер из Кемница, који се тада звао Карл-Маркс-штат. Након три године, 1986, одлази у ФК Карл-Маркс-штат (данас ФК Кемниц), где ће играти до 1997, након чега одлази у први већи тим - ФК Кајзерслаутерн. 1999. прелази у ФК Бајер Леверкузен, где игра 79 утакмица и постиже 27 голова. Ту остаје до 2002, када на четири године прелази у ФК Бајерн из Минхена, где ће постати не само спортска, већ и медијска звезда. У минхенском клубу је одиграо укупно 107 утакмица и постигао 44 гола. У сезони 2006/2007 игра у Енглеској, у клубу Челси.
Први професионални гол дао је 1. октобра 1996. у утакмици између Кемница и Динама из Дрездена. Тај гол решио је победника меча. Деби у Бундеслиги десио се 19. септембра 1997, а у 
дресу Немачке ће заиграти 28. априла 1999 против Шкотске. Први гол у дресу немачке репрезентације дао је из слободног ударца против Грчке, у мечу 28. марта 2001. Досад је одиграо 70 утакмица у дресу репрезентације и постигао 31 гол. Његов дрес носи број 13.
Често му се придодаје епитет играча утакмице. Препричавају се његови голови у последњим минутима утакмице као и његова „дупла паковања“ (Doppelpack у жаргону спортских коментатора и новинара у Немачкој) - дупли погоци на утакмицама. Такође, 2006. на СП у Немачкој био је двапут проглашаван за играча утакмице.

## Највећи успеси у каријери
Михаел Балак је у Немачкој три пута освајао куп, четири пута првенство. Трипут је проглашаван за најбољег немачког фудбалера. Soccer Digest га је 2002. прогласио за најбољег фудбалера на свету. У Бундеслиги је одиграо укупно 232 утакмице, а стрелац је био 75 пута.
- 2006: треће место на СП у Немачкој, шампион Немачке са ФК Бајерн;
- 2005: фудбалер године у Немачкој, шампион Немачке са ФК Бајерн, добитник награде Бамби у конкуренцији немачког спортисте године, номинација за Фифиног фудбалера године;
- 2004: шампион Немачке са ФК Бајерн;
- 2003: фудбалер године у Немачкој;
- 2002: фудбалер године у Немачкој, најбољи европски играч средине терена (УЕФА), вицепрвак света (СП 2002), финалиста Лиге шампиона са Бајером из Леверкузена, вицепрвак Немачке са Бајером из Леверкузена;

## Приватни живот
Балак је врло битна медијска личност у Немачкој - централна је фигура Адидасових рекламних кампања. У кампањи уочи СП 2006, названој +10, наступао је заједно са Дејвидом Бекамом, Зинедином Зиданом и др. Партнер је и немачког Мaкдоналдса (McDonald's), а кампање је радио и за Немачку железницу (Deutsche Bahn), Sony Playstation и Немачки телеком (Deutsche Telekom).
Мото познатог фудбалера гласи: Немој све тако озбиљно да схваташ!
Специфичан је и Балаков однос према фановима. Он своје обожаваоце веома поштује и иако не излази много у јавност, увек налази начина да се захвали својим обожаваоцима. О њима Балак каже: Фанови су ми веома важни јер су потврда сопственог успеха. Они су награда за уложени рад. Радујем се због сваког фана којег имам.
Ballack 13 је назив Балакове колекције која се продаје путем Интернета и Балаковог сајта. Ради се о мајицама, качкетима и јакнама са знаком Ballack 13 - стилизованим тако да представља моменат радости након постигнутог гола. Издвојено Ball (на немачком „лопта“) и Балакова поза која представља слово „А“ чине визуелни идентитет познатог фудбалера. 2005. Адидас и Балак су презентовали јакну и две мајице као званичну колекцију Ballack 13.
2006. немачки часопис Штерн (Stern) објавио је књигу о Михаелу Балаку - Његов пут (Ballack - Sein Weg).